# Увиолевое стекло
Увио́левое стекло́ (от лат. ultra — за пределами, по ту сторону, сверх и лат. viola — фиолетовый цвет) — стекло, обладающее повышенным пропусканием ультрафиолетового излучения с длинами волн короче 400 нм. Для получения стёкол с повышенным светопропусканием при синтезе стёкол используют материалы с уменьшенным содержанием красящих примесей.

## Сфера применения
Увиолевое стекло используется для остекления школ, детсадов, лечебных учреждений, парников, для изготовления колб люминесцентных и бактерицидных ламп и т. д. При генерации ультрафиолета увиолевое стекло препятствует перенасыщению воздуха чрезмерными дозами озона, который при высоких концентрациях является вредным для организма человека.

## Химический состав
По своему химическому составу увиолевые стёкла делятся на три группы:
- силикатные (содержат около 75 % SiO2),
- боросиликатные (68—80 % SiO2 и 12—14 % B2O3),
- фосфатные (около 80 % P2O3).

В состав увиолевых стекол также входят Al2O3, CaO, MgO и другие компоненты. В них должно быть минимизировано содержание окислов, поглощающих в ультрафиолетовой части спектра. К таким окислам относятся, прежде всего, Fe2O3, Cr2O3 и TiO2.